# بر (خلق)
البِـرُّ لغةً:
الصِّدق والطَّاعة والخير والفضل، وبَرَّ يَبـَــرُّ، إذا صَلَحَ. وبَرَّ في يمينه يَبَرُّ، إذا صدَّقه ولم يحنث. وبَرَّ رحمه يَبَرُّ، إذا وصله. ويقال: فلان يَبَرُّ ربَّه ويتبرَّره، أي: يطيعه. ورجل بَرٌّ بذي قرابته، وبارٌّ: من قوم بررة وأبرار، والمصدر: البِرُّ، والبَـرُّ: الصَّادق أو التقي وهو خلاف الفاجر، والبِرُّ: ضدُّ العقوق. وبَرِرْتُ والدي بالكسر، أَبَـــرُّهُ برًّا، وقد بَرَّ والده يَبَرُّه ويَبِرُّه بِرًّا... وهو بَـرٌّ به وبارٌّ.. وجمع البَرِّ الأبرار، وجمع البَارِّ البَرَرَةُ.
البِرِّ اصطلاحًا:
قال المناوي: («البِرُّ» بالكسر أي: التوسُّع في فعل الخير، والفعل المرضِي، الذي هو في تزكية النَّفس... يقال: بَرَّ العبدُ ربَّه. أي: توسَّع في طاعته... وبِرُّ الوالد: التَّوسع في الإحسان إليه، وتحرِّي محابِّه، وتوقِّي مكارهِه، والرِّفقُ به، وضدُّه: العقوق. ويستعمل البِرُّ في الصِّدق؛ لكونه بعض الخير المتوسَّع فيه).
قال القاضي حسين المهدي: (والبِرُّ: هو الصِلة، وإسداء المعروف، والمبالغة في الإحسان).

## الفرق بين البِـرّ وغيرها من الصفات المقاربة

### الفرق بين البِرِّ والخير
(أنَّ البِرَّ مضَمَّن بجعل عاجل قد قُصِد وجه النفع به، فأمَّا الخير فمطلق، حتَّى لو وقع عن سهو لم يخرج عن استحقاق الصِّفة به. ونقيض الخير: الشَّر، ونقيض البِرِّ: العقوق).

### الفرق بين البِرِّ والصلة
- (أنَّ البِرَّ: سعة الفضل المقصود إليه، والبِرُّ أيضًا يكون بلين الكلام، وبَرَّ والده إذا لقيه بجميل القول والفعل. قال الرَّاجز:

- والصِّلة: البِرُّ المتأصِّل. وأصل الصِّلة: وصلة على فعله، وهي للنَّوع والهيئة، يقال: بارٌّ وصولٌ، أي: يصل برَّه فلا يقطعه. وتواصل القوم: تعاملوا بوصول بِرِّ كل واحد منهم إلى صاحبه. وواصله: عامله بوصول البِرِّ. وفي القرآن: ((وَلَقَدْ وَصَّلْنَا لَهُمُ الْقَوْلَ)) [القصص: 51]، أي: كثَّــرْنا وصول بعضه ببعض بالحكم الدَّالة على الرَّشد).[4]

### الفرق بين الصَّدقة والبِرِّ
(الفرق بين البر وَالصَّدَقَة أنَّك تصَّدَّق على الفقير لسدِّ خلَّته، وتبرُّ ذا الحقِّ لاجتلاب مودَّته، ومن ثمَّ قيل: بِرُّ الوالدين. ويجوز أن يقال: البِرُّ هو: النَّفع الجليل. ومنه قيل: البِرُّ لسعته محلًّا له نفعة. ويجوز أن يقال: البِرُّ سعة النَّفع. وقيل: البِرُّ الشَّفقة).

### الفرق بين القُرْبَان والبِرِّ
قال أبو هلال العسكري: (إنَّ القُرْبَان: البِرُّ الذي يتقرَّب به إلى الله، وأصله المصدر، مثل الكفران والشُّكران).

## البِّـر في القرآن والحث عليه
قال تعالى (في سورة المائدة):﴿يَا أَيُّهَا الَّذِينَ آمَنُوا لَا تُحِلُّوا شَعَائِرَ اللَّهِ وَلَا الشَّهْرَ الْحَرَامَ وَلَا الْهَدْيَ وَلَا الْقَلَائِدَ وَلَا آمِّينَ الْبَيْتَ الْحَرَامَ يَبْتَغُونَ فَضْلًا مِنْ رَبِّهِمْ وَرِضْوَانًا وَإِذَا حَلَلْتُمْ فَاصْطَادُوا وَلَا يَجْرِمَنَّكُمْ شَنَآنُ قَوْمٍ أَنْ صَدُّوكُمْ عَنِ الْمَسْجِدِ الْحَرَامِ أَنْ تَعْتَدُوا وَتَعَاوَنُوا عَلَى الْبِرِّ وَالتَّقْوَى وَلَا تَعَاوَنُوا عَلَى الْإِثْمِ وَالْعُدْوَانِ وَاتَّقُوا اللَّهَ إِنَّ اللَّهَ شَدِيدُ الْعِقَابِ ۝٢﴾ [المائدة:2]
(قوله جلَّ ذكره: وَتَعَاوَنُواْ عَلَى الْبرِّ وَالتَّقْوَى، البِرُّ: فعل ما أُمِرْت به، والتَّقوى: ترك ما زُجرت عنه. ويقال: البِرُّ: إيثار حقِّه سبحانه، والتَّقوى: ترك حظِّك. ويقال: البِرُّ: موافقة الشَّرع، والتَّقوى: مخالفة النَّفس. ويقال: المعاونة على البِرِّ بحسن النَّصيحة، وجميل الإشارة للمؤمنين. والمعاونة على التَّقوى بالقبض على أيدي الخطَّائين بما يقتضيه الحال من جميل الوعظ، وبليغ الزَّجر، وتمام المنع على ما يقتضيه شرط العلم. والمعاونة على الإثم والعدوان بأن تعمل شيئًا مما يُقتدى بك لا يرضاه الدِّين، فيكون قولك الذي تفعله، ويُقتدى بك (فيه) سنَّة تظهرها، و (عليك) نبُوُّ وِزْرها. وكذلك المعاونة على البِرِّ والتَّقوى، أي الاتصاف بجميل الخصال على الوجه الذي يُقتدى بك فيه)
قال تعالى (في سورة البقرة): ﴿لَيْسَ الْبِرَّ أَنْ تُوَلُّوا وُجُوهَكُمْ قِبَلَ الْمَشْرِقِ وَالْمَغْرِبِ وَلَكِنَّ الْبِرَّ مَنْ آمَنَ بِاللَّهِ وَالْيَوْمِ الْآخِرِ وَالْمَلَائِكَةِ وَالْكِتَابِ وَالنَّبِيِّينَ وَآتَى الْمَالَ عَلَى حُبِّهِ ذَوِي الْقُرْبَى وَالْيَتَامَى وَالْمَسَاكِينَ وَابْنَ السَّبِيلِ وَالسَّائِلِينَ وَفِي الرِّقَابِ وَأَقَامَ الصَّلَاةَ وَآتَى الزَّكَاةَ وَالْمُوفُونَ بِعَهْدِهِمْ إِذَا عَاهَدُوا وَالصَّابِرِينَ فِي الْبَأْسَاءِ وَالضَّرَّاءِ وَحِينَ الْبَأْسِ أُولَئِكَ الَّذِينَ صَدَقُوا وَأُولَئِكَ هُمُ الْمُتَّقُونَ ۝١٧٧﴾ [البقرة:177]
قال الزَّمخشريُّ: («البِرُّ» اسم للخير ولكلِّ فعل مُرْضِى، «أَن تُوَلُّواْ وُجُوهَكُمْ قِبَلَ الْمَشْرِقِ وَالْمَغْرِبِ» الخطاب لأهل الكتاب؛ لأنَّ اليهود تصلِّى قِبل المغرب إلى بيت المقدس، والنَّصارى قِبل المشرق. وذلك أنَّهم أكثروا الخوض في أمر القبلة حين حوَّل رسول الله ﷺ إلى الكعبة، وزعم كلُّ واحد من الفريقين أنَّ البِرَّ التوجُّه إلى قبلته، فردَّ عليهم. وقيل: ليس البِرَّ فيما أنتم عليه، فإنَّه منسوخ خارج من البِرِّ، ولكنَّ البِرَّ ما نبيِّنه. وقيل: كثر خوض المسلمين وأهل الكتاب في أمر القبلة، فقيل: ليس البِرَّ العظيم الذي يجب أن تذهلوا بشأنه عن سائر صنوف البِرِّ: أمر القبلة، ولكنَّ البِرَّ الذي يجب الاهتمام به وصرف الهمَّة: بِرُّ من آمن، وقام بهذه الأعمال).

## البِرُّ في السنة النبوية
| وعن ثوبان قال: قال رسول الله ﷺ: ((لا يزيد في العمر إلَّا البِرُّ، ولا يردُّ القدر إلَّا الدُّعاء، وإنَّ الرَّجل ليُحْرَم الرِّزق بخطيئة يعملها)). |

قال السِّندي في حاشيته: (قوله: «لا يزيد في العمر إلا البِرُّ» إمَّا لأنَّ البارَّ ينتفع بعمره وإن قلَّ، أكثر ممَّا ينتفع به غيره وإن كثر، وإما لأنَّه يُزاد له في العمر حقيقة، بمعنى أنَّه لو لم يكن بارًّا لقصر عمره عن القدر الذي كان إذا بَرَّ، لا بمعنى أنَّه يكون أطول عمرًا من غير البارِّ، ثمَّ التفاوت إنَّما يظهر في التَّقدير المعلَّق، لا فيما يعلم الله تعالى أنَّ الأمر يصير إليه. فإنَّ ذلك لا يقبل التَّغير. وإليه يشير قوله تعالى (في سورة الرعد): ﴿يَمْحُو اللَّهُ مَا يَشَاءُ وَيُثْبِتُ وَعِنْدَهُ أُمُّ الْكِتَابِ ۝٣٩﴾ [الرعد:39]..
| عن الـنَّـوَّاسِ بن سمعانَ قال: سألت رسول الله ﷺ عن البِـرِّ والإثم، فقال: (( البِرُّ حسن الخلق، والإثم ما حاك في صدرك، وكرهت أن يطلع عليه النَّاس )) |

قال ابن دقيق العيد: (أمَّا البِرُّ فهو الَّذي يُبِرُّ فاعلَه، ويلحقه بالأبرار، وهم المطيعون لله عزَّ وجلَّ. والمراد بحسن الخلق: الإنصاف في المعاملة، والرِّفق في المحاولة، والعدل في الأحكام، والبذل في الإحسان، وغير ذلك من صفات المؤمنين).
وقال الملا علي القاري في شرحه للحديث: (.. «فقال: البِرُّ»-أي أعظم خصاله، أو البِرُّ كلُّه مجملًا- «حسن الخلق» أي: مع الخلق بأمر الحقِّ أو مداراة الخلق، ومراعاة الحقِّ.
قيل: فُسِّر البِرُّ في الحديث بمعان شتى:
ففسَّره في موضع بما اطمأنَّت إليه النَّفس، واطمأنَّ إليه القلب.
وفسَّره في موضع بالإيمان، وفي موضع بما يقرِّبك إلى الله، وهنا بحسن الخلق، وفسَّر حسن الخلق باحتمال الأذى، وقلَّة الغضب، وبسط الوجه، وطيب الكلام، وكلُّها متقاربة في المعنى...
وقال بعض المحققين: تلخيص الكلام في هذا المقام أن يقال:
البِرُّ اسمٌ جامعٌ لأنواع الطَّاعات والأعمال المقرِّبات، ومنه بِرُّ الوالدين، وهو استرضاؤهما بكلِّ ما أمكن، وقد قيل: إنَّ البِرَّ من خواصِّ الأنبياء عليهم السلام، أي: كمال البِرِّ. إذ لا يستبعد أن يوجد في الأمَّة من يوصف به، وقد أشار إليهما من أُوتي جوامع الكلم ﷺ بقوله: حسن الخلق؛ لأنَّه عبارة عن حسن العشرة، والصُّحبة مع الخلق بأن يعرف أنهم أسراء الأقدار، وإنْ كان ما لهم من الخلق والخلق والرِّزق والأجل بمقدار، فيحسن إليهم حسب الاقتدار، فيأمنون منه، ويحبُّونه بالاختيار. هذا مع الخلق، وأما مع الخالق فبأَنْ يشتغل بجميع الفرائض والنَّوافل، ويأتي لأنواع الفضائل، عالـمًا بأنَّ كلَّ ما أتى منه ناقص يحتاج إلى العذر، وكل ما صدر من الحقِّ كامل يوجب الشُّكر).
وعن عبد الله بن مسعود  قال: قال رسول الله ﷺ:
قال القاري: (.. ((عليكم بالصِّدق)). أي: الزموا الصِّدق، وهو الإخبار على وفق ما في الواقع. ((فإنَّ الصِّدق)). أي: على وجه ملازمته ومداومته. ((يهدي)). أي: صاحبه. ((إلى البِرِّ)). وهو جامع الخيرات من اكتساب الحسنات واجتناب السيئات، ويطلق على العمل الخالص الدَّائم المستمر معه إلى الموت. ((وإنَّ البِرَّ يهدي)). أي: يوصل صاحبه. ((إلى الجنَّة)). أي: مراتبها العالية ودرجاتها).

## أقسام البِرّ
للبر قسمان:
1. بِرُّ صِلَة

1. بِرُّ معروف

قال الماوردي: (والبِرُّ نوعان: صِلَة، ومعروف.
فأما الصلَة: فهي التَّبرع ببذل المال في الجهات المحدودة لغير عوض مطلوب، وهذا يبعث عليه سماحة النَّفس وسخاؤها، ويمنع منه شحُّها وإباؤها. قال الله تعالى: ((وَمَن يُوقَ شُحَّ نَفْسِهِ فَأُوْلَئِكَ هُمُ الْمُفْلِحُونَ)) [الحشر: 9].
وأمّا بِرُّ المعروف، فيتنوع أيضا نوعين: قولًا وعملًا.
فأما القول: فهو طيب الكلام، وحسن البِشْر، والتودُّد بجميل القول، وهذا يبعث عليه حسن الخلق، ورِقَّة الطبع، ويجب أن يكون محدودًا كالسَّخاء؛ فإنَّه إن أسرف فيه كان مَلَقًا مذمومًا، وإن توسط واقتصد فيه كان معروفًا، وبِرًّا محمودًا.
وأمَّا العمل: فهو بذل الجاه والمساعدة بالنَّفس، والمعونة في النَّائبة، وهذا يبعث عليه حبُّ الخير للنَّاس، وإيثار الصَّلاح لهم. وليس في هذه الأمور سَرَفٌ، ولا لغايتها حَدٌّ، بخلاف النَّوع الأوَّل؛ لأنَّها وإن كثرت فهي أفعال خير تعود بنفعين: نفع على فاعلها في اكتساب الأجر، وجميل الذِّكر، ونفع على المعان بها في التخفيف عنه، والمساعدة له).

## أشكال البر وصوره
البِرُّ لفظةٌ تعمُّ جميع أعمال الإحسان، وتشمل كلَّ خصال الخير، وعلى هذا فإن البر له أشكال وصور كثيرة، لكنْ من أبرز صور البِرِّ والإحسان:
- البِرُّ بالوالدين

قرن الله تعالى بِرَّ الوالدين بتوحيده، فقال جل جلاله (في سورة الإسراء): ﴿وَقَضَى رَبُّكَ أَلَّا تَعْبُدُوا إِلَّا إِيَّاهُ وَبِالْوَالِدَيْنِ إِحْسَانًا إِمَّا يَبْلُغَنَّ عِنْدَكَ الْكِبَرَ أَحَدُهُمَا أَوْ كِلَاهُمَا فَلَا تَقُلْ لَهُمَا أُفٍّ وَلَا تَنْهَرْهُمَا وَقُلْ لَهُمَا قَوْلًا كَرِيمًا ۝٢٣ وَاخْفِضْ لَهُمَا جَنَاحَ الذُّلِّ مِنَ الرَّحْمَةِ وَقُلْ رَبِّ ارْحَمْهُمَا كَمَا رَبَّيَانِي صَغِيرًا ۝٢٤﴾ [الإسراء:23–24]
وقال مثنيًا على نبيه عيسى عليه السلام (في سورة مريم): ﴿وَبَرًّا بِوَالِدَتِي وَلَمْ يَجْعَلْنِي جَبَّارًا شَقِيًّا ۝٣٢﴾ [مريم:32]
وقال عن نبيه يحيى عليه السلام: ﴿وَبَرًّا بِوَالِدَيْهِ وَلَمْ يَكُنْ جَبَّارًا عَصِيًّا ۝١٤﴾ [مريم:14].
| بر (خلق) | وعن عبد الله بن مسعود قال: ((سألت النبي ﷺ أي العمل أحب إلى الله تعالى؟ قال: بر الوالدين، قلت: ثم أي؟ قال: الجهاد في سبيل الله)) | بر (خلق) |

 فجعل رسول الله ﷺ بر الوالدين أفضل من الجهاد في سبيل الله (ويكاد الإنسان لا يفي والديه حقهما عليه مهما أحسن إليهما، لأنهما كانا يحسنان إليه حينما كان صغيرًا وهما يتمنيان له كل خير، ويخشيان عليه من كل سوء، ويسألان الله له السلامة وطول العمر، ويهون عليهما من أجله كل بذلٍ مهما عظم، ويسهران على راحته دون أن يشعرا بأي تضجر من مطالبه، ويحزنان عليه إذا آلمه أي شيء).

## أقوال وأمثال عن البر
| «                                              | (من علامات التَّوفيق ثلاث: دخول أعمال البِرِّ عليك من غير قصد لها، وصرف المعاصي عنك مع الطَّلب لها، وفتح باب اللَّجَأ والافتقار إلى الله عزَّ وجلَّ في الشِّدَّة والرَّخاء، ومن علامات الخذلان ثلاث: تعسُّر الخيرات عليك مع الطَّلب لها، وتيسُّر المعاصي لك مع الرَّهَب منها، وغلق باب اللَّجَأ والافتقار إلى الله عزَّ وجلَّ) | » |
| — أبو طالب المكي, قوت القلوب في معاملة المحبوب | |   |

| «                                        | من أفضل البِرِّ ثلاث خصال: الصِّدق في الغضب، والجود في العُسرة، والعفو عند القدرة. | » |
| — ابن المقفع, الأدب الصغير والأدب الكبير |                                                                              |   |

(البِرُّ ثلاثة: المنطق والنَّظر والصمت،
فمن كان منطقه في غير ذكر فقد لغا، ومن كان نظره في غير اعتبار فقد سها، ومن كان صمته في غير فكر فقد لها.)